# Missa Brevis (Bernstein)
La Missa Brevis de Leonard Bernstein és una composició musical realitzada a partir de diversos textos de la missa ordinària per a cor mixt, un contratenor solista i percussió. És també l'última obra coral de Bernstein, ja que l'autor va morir un any després de la seva conclusió el 1989.

## Descripció
L'origen de l'obra es troba en la música incidental que Bernstein va compondre per una adaptació  de l'obra teatral de Jean Anouilh L'Alosa, dirigida per Lillian Hellman el 1955. L'obra narra els esdeveniments que envolten la figura de Joana d'Arc i el seu judici. Això va condicionar a Bernstein per compondre una música coral amb un regust medieval o del Renaixement primerenc per tal d'encaixar en l'atmosfera de l'obra.
Robert Shaw, director de l'Orquestra Simfònica d'Atlanta, va assistir com a públic a una de les primeres funcions i, després de l'espectacle, es va apropar a Bernstein i li va suggerir adaptar la música incidental per a convertir-la en una missa brevis. Bernstein va seguir el suggeriment de Shaw, però 33 anys més tard, en homenatge a la jubilació de Shaw com a director de l'Orquestra Simfònica d'Atlanta el 1988. Més endavant el mateix director enregistraria l'obra amb l'Atlanta Symphony Chorus.
La Missa Brevis de Bernstein és encara interpretada freqüentment. La seva durada permet que sigui utilitzada en un marc litúrgic, alhora que és prou interessant com a peça de concert.

## Moviments

### Kyrie
Escrit en la Do major,és un moviment molt curt que només dura tretze compassos. L'enfocament del text és poc habitual, en comparació a al que havien fet abans altres compositors. Mentre que la majoria de vegades se sol posar l'accent en la paraula “eleison” ("tingueu pietat”), mitjançant la repetició i l'allargament de la paraula, Bernstein se centra més aviat en la paraula “kyrie” (“Senyor”). La repetició insistent de la paraula “kyrie” crea una sensació percussiva a cada "k". la concentració de Bernstein en la paraula "kyrie" combinada amb el contrast lent però dinàmic crea una sensació de plany intensa. 

### Gloria
La majoria del material d'aquest moviment és directament derivat del cor de L'Alosa titulat, "Gloria." No obstant, en la partitura publicada de la Missa Brevis va ser prollongat per tal d'encabir-hi el text addicional de "laudate dominum."
Tot i que el moviment gira entorn de la tonalitat de La, l'ús de tons no harmònics que no es resolen crea ambigüitat en la tonalitat del moviment. Els primers onze compassos és una fluctuació entre La major i menor fins que se situa en mi menor en el compàs 12. Això serveix com una introducció al contratenor solista.
El llenguatge harmònic en aquest moviment és una barreja d'estils Medieval i del Renaixement l'estil musical propi de l'Amèrica de mitjans de segle xx. També ha estat descrit com una música de "ritmes vitals" i "harmonies punyents." 
El "Gloria" no és només el moviment més llarg de la Missa Brevis; també és considerat el més difícil de cantar. El moviment reclama una afinació perfecta tot mantenint una tessitura molt alta per a sopranos, tenors i baixos. Igual que tots els altres moviments de l'obra, el "Gloria" és completament a cappella deixant de banda la percussió que no proporciona molta ajuda als cantants.

### Sanctus
En aquest moviment Bernstein crea el que sembla un organum. 
Bernstein crea eficaçment una estètica que recorda la música del segle xiv.

### Benedictus
Tot i que comença un conjunt nou de text, el "Benedictus" es considera una continuació del "Sanctus." Aquest semi-moviment utilitza el mateix format estructural del "Sanctus." Gran part del moviment consisteix en el contratenor solista realitzant un recitatiu seguit per una resposta coral en el text "osanna en excelsis."
Les dinàmiques es poden descriure com a quelcom molt contrastant. L'ús de crescendo en aquesta part de l'obra és bastant extens i hi ha un moviment freqüent entre forte i piano.

### Agnus Dei
Bernstein dirigeix el material d'obertura del "Gloria" a l'inici de l'"Agnus Dei." Els acords d'obertura són gairebé exactament iguals.

### Dona Nobis Pacem
Rítmicament aquesta secció final de la Missa Brevis és molt ballable: Empra una mètrica triple canvia entre 3/4 i 6/8. La percussió te les instruccions d'improvisar la seva part creant així a cada actuació una versió de la peça veritablement única en timbre i textura.